# Törnsfalls socken

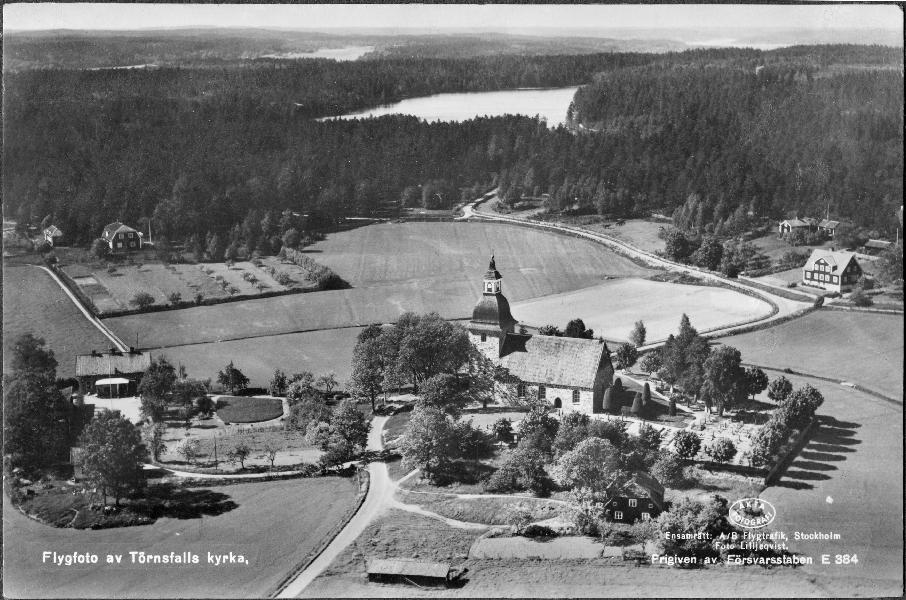
Flygfoto över kyrkbyn, okänt årtal.

Törnsfalls socken i Småland ingick i Södra Tjusts härad, uppgick 1967 i Västerviks stad och området ingår sedan 1971 i Västerviks kommun i Kalmar län och motsvarar från 2016 Törnsfalls distrikt.
Socknens areal är 101,41 kvadratkilometer, varav land 88,11. År 2000 fanns här 722 invånare. Småorten Almvik samt kyrkbyn Törnsfall med sockenkyrkan Törnsfalls kyrka ligger i socknen. 

## Namnet
Namnet (1382 Thörnefalla) kommer från prästgården. Förleden baseras på växten törne. Efterleden är fall, 'hygge'. Enligt beslut den 12 januari 1945 fastställdes stavningen Törnsfall. Tidigare hade stavningen Törnesfalla också förekommit, bland annat i jordeboken.

## Administrativ historik
Törnsfalls socken har medeltida ursprung. 
Vid kommunreformen 1862 övergick socknens ansvar för de kyrkliga frågorna till Törnsfalls församling och för de borgerliga frågorna till Törnsfalls landskommun. Landskommunen inkorporerades 1952 i Gladhammars landskommun, som 1967 uppgick i Västerviks stad som 1971 ombildades till Västerviks kommun.
1 januari 2016 inrättades distriktet Törnsfall, med samma omfattning som församlingen hade 1999/2000.  
Socknen har tillhört samma fögderier och domsagor som Södra Tjusts härad. De indelta soldaterna tillhörde Andra livgrenadjärregementet, Tjusts kompani. De fem indelta båtsmännen tillhörde Tjusts båtsmanskompani.

## Geografi
Törnsfalls socken ligger nordväst om Västervik, söder om Gamlebyviken. Socknen är en småkuperad skogstrakt med många sjöar. De största insjöarna är Fälgaren som delas med Hallingebergs och Gladhammars socknar, Vångaren som delas med Gladhammars socken Svinnaren som delas med Hallingebergs socken samt Ödingen och Hjorten
Byn Mommehål med Västerviks flygplats ligger i denna socken.
Sätesgårdar var Blekhems säteri, Källsåkers herrgård, Rössle herrgård och Dröppshults herrgård.
I Kårby fanns förr ett gästgiveri.

## Fornlämningar
Kända från socknen är sex hällristningar och ett flertal gravrösen från bronsåldern samt tio mindre gravfält från järnåldern.

## Befolkningsutveckling
Befolkningen ökade från 1 005 1810 till 1 523 1880 varefter den minskade stadigt till 712 1990.